# 福布斯敦 (加利福尼亞州)
福布斯敦是位於美國加利福尼亞州比尤特縣的一個人口普查指定地區。

## 歷史
福布斯鎮以前是加利福尼亞州比尤特縣的人口普查指定地點，郵政編碼為95941，區號為530。福布斯敦（Forbestown）是以福布斯（B.F. Forbes）的名字命名，他於1850年在那裡開設了一家商店。後來以此為中心興建了城鎮。當時此地的採礦業興盛起來，隨著城鎮興起，1854年，當地設立了郵局，於1925年關閉，並於1936年重新開放。
福布斯敦鎮的鼎盛時期是19世紀下半葉，當時它已經是一個大型採礦中心，然而到了1930年代後期，當地採礦業開始沒落，最終，它幾乎是一個幽靈小鎮。 該地至今擁有許多採礦時代以來的礦坑遺址。

## 地理
福布斯敦的座標為39°31′02″N 121°16′02″W / 39.51722°N 121.26722°W，而該地最高點為海拔高度845米（即2772英尺）。

## 人口
根據2010年美國人口普查的數據，福布斯敦的面積為16.265平方千米，當中陸地面積為16.250平方千米，而水域面積為0.015平方千米。當地共有人口320人，而人口密度為每平方千米19人。
福布斯敦的種族構成為262（81.9％）為白人，4（1.3％）為非洲裔美國人，15（4.7％）為美洲原住民，10（3.1％）為亞洲人，4（1.3％）是其他種族，以及不知道的有25個（7.8％）。西班牙裔美國人或拉丁美洲人種族是23人（7.2％）。